# Living Proof
Living Proof är den amerikanska sångerskan Chers tjugofemte album. Albumet släpptes i november 2001 i Europa och i februari 2002 i USA av Warner Bros. Records och WEA Records.

## Låtlista

### Original
| Nr  | Titel                              | Kompositör                       | Längd |
| --- | ---------------------------------- | -------------------------------- | ----- |
| 1.  | The Music's No Good Without You    | Cher, Thomas, Taylor, Barry      | 4:42  |
| 2.  | Alive Again                        | Bracegirdle, Hedges, Ackerman    | 4:19  |
| 3.  | (This Is) A Song for the Lonely    | Taylor, Barry, Torch             | 4:01  |
| 4.  | A Different Kind of Love Song      | Aberg, Lewis, Rosnes             | 3:51  |
| 5.  | Rain, Rain                         | Roche, Peiken                    | 3:34  |
| 6.  | Love So High                       | Capek, Jordan                    | 4:33  |
| 7.  | Body to Body, Heart to Heart       | Warren                           | 3:58  |
| 8.  | Love Is a Lonely Place Without You | Taylor, Barry, Torch             | 3:53  |
| 9.  | Real Love                          | Cher, Rustan, Eriksen, Hermansen | 3:54  |
| 10. | Love One Another                   | Steinberg, Cremers, Nowels       | 3:44  |
| 11. | You Take It All                    | Higgins, Bracegirdle, McLennan   | 4:53  |
| 12. | When the Money's Gone              | Roberts, Weiss                   | 3:44  |
| 13. | The Look (Bonuslåt i Japan)        | Taylor, Barry                    | 4:24  |

### Amerikansk version
| Nr  | Titel                              | Kompositör                       | Längd |
| --- | ---------------------------------- | -------------------------------- | ----- |
| 1.  | Song for the Lonely                | Taylor, Barry, Torch             | 4:02  |
| 2.  | A Different Kind of Love Song      | Aberg, Lewis, Rosnes             | 3:52  |
| 3.  | Alive Again                        | Bracegirdle, Hedges, Ackerman    | 4:19  |
| 4.  | The Music's No Good Without You    | Cher, Thomas, Taylor, Barry      | 4:42  |
| 5.  | Rain, Rain                         | Roche, Peiken                    | 3:34  |
| 6.  | Real Love                          | Cher, Rustan, Eriksen, Hermansen | 3:54  |
| 7.  | Love So High                       | Capek, Jordan                    | 4:33  |
| 8.  | Body to Body, Heart to Heart       | Warren                           | 3:58  |
| 9.  | Love Is a Lonely Place Without You | Taylor, Barry, Torch             | 3:53  |
| 10. | Love One Another                   | Steinberg, Cremers, Nowels       | 3:44  |
| 11. | When You Walk Away                 | Warren                           | 4:21  |
| 12. | When the Money's Gone              | Roberts, Weiss                   | 3:44  |